# Heksenlijst Vlaams Brabant en Antwerpen

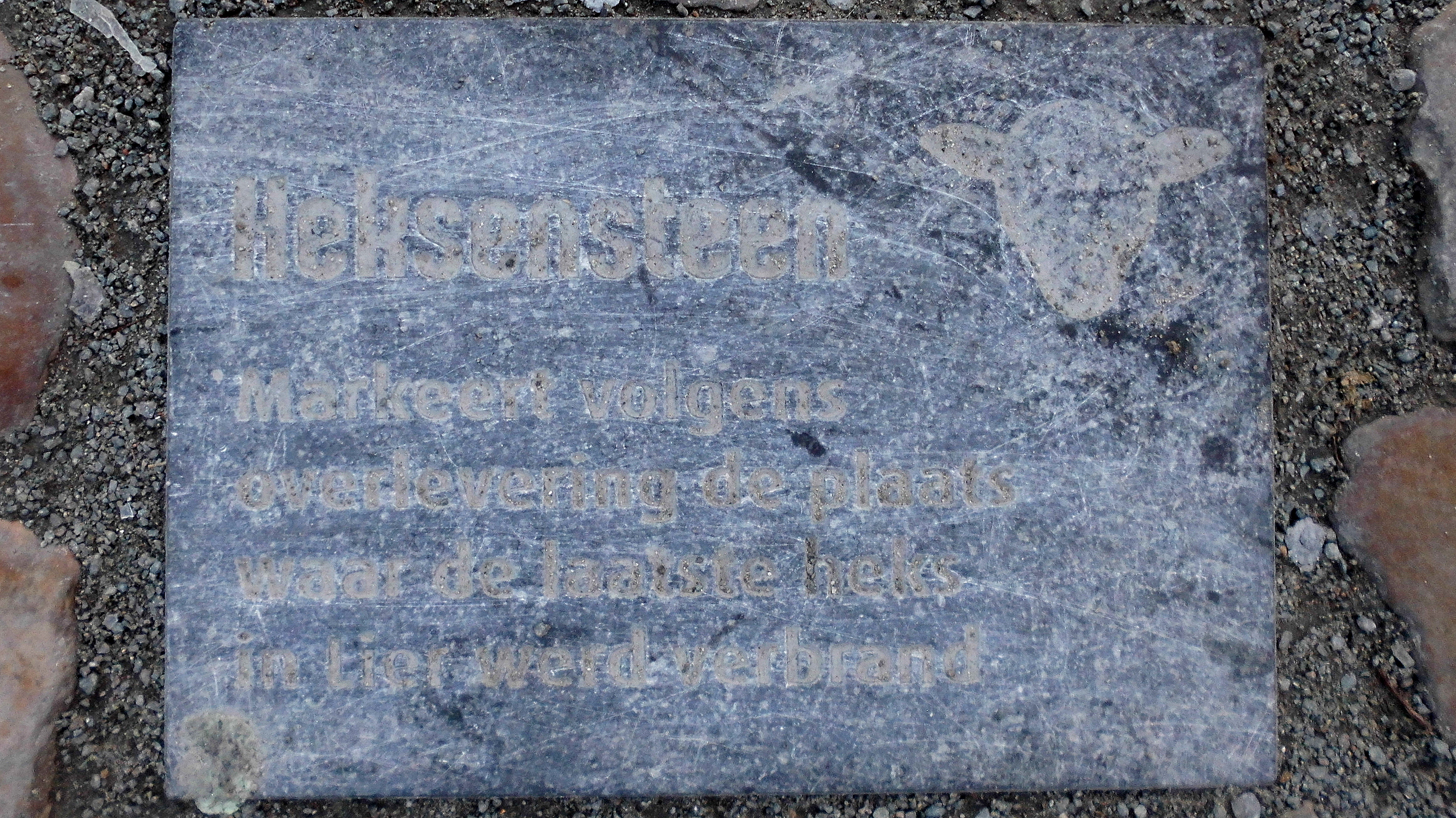
Heksensteen in Lier

Deze heksenlijst Brabant bevat ter dood gebrachte heksen in Vlaams-Brabant en Antwerpen. Tussen haakjes staat de plaats van terechtstelling en het jaar van executie.
De repressie was in Vlaams-Brabant en Antwerpen minder bloedig dan in Waals-Brabant of in de Westhoek. Uitzonderingen waren Tienen (8 terechtstellingen) en Wommersom, een gemeente in de buurt van Tienen (3 slachtoffers).
De stad Mechelen speelde een aparte rol. Mechelen was tegelijk hoofdzetel van het aartsbisdom en van het rechtsgebied der Nederlanden, met als hoogste hof van beroep de Grote Raad van Mechelen. In de periode 1592-1643 voerde de magistratuur zevenentwintig heksenprocessen, met vier vrouwen op de brandstapel als gevolg.
- Marie de Bast[2] (Halle 22 september 1610)
- Anna Broothuys (Mechelen 1642)
- Geertruydt Bruyckmans (Leuven 1612)
- Elisabeth Callebauts (Liedekerke 1595)
- Catlyn Coninckx (Wommersom 1627 ?)
- Jenne de Vos (Leuven 1612)
- Marie Dillen (Tienen 1560-1564)
- Maria Everaerts (Mechelen 1601)
- Catlyn Fiermoing (Wommersom 1627)
- Clara Goessen (Antwerpen 1603)
- Barbara Jacobs (Leuven 1692)
- Margriet Jacobs (Leuven 1695)
- Liesbeth Lauwers (Eppegem / Vilvoorde 1602)
- Katlijne Janssens (Mechelen 1642)
- Marie Janssens (Leuven 1600-1604)
- Elisabeth Kempeneers (Tienen 1552-1554)
- Gillis Maes (Liedekerke 1595)
- Marie van de Velde (Tienen 1560)
- Christina van den Borne (Tienen 1593)
- Cathelyne van den Bulcke (Lier 1590) echtg. Paesschynen
- Emerantia van Dormael (Leuven 1612)
- Jan van Drooghenbroeck (Liedekerke 1595)
- Margriet, echtg. Aert Vander Heyden (Diest 1655)
- Lysbet van Linter (Tienen 1560-1564)
- Magdalena van Linter (Tienen 1560-1564)
- Marie van Raedtshoven (Tienen 1560-1564)
- Anna van Ranst (Mechelen 1638)
- Elisabeth van Selffs (Kasterlee 1565)
- Josyne van Vlasselaer (Brussel 1595)
- Margareta Ysermans (Mechelen 1642)
- Kathelijne Zoemers (Tienen 1560-1564)